# DeathRiders
DeathRiders es una banda de heavy metal con base en la ciudad de Los Ángeles, California. La banda se formó en el 2001, y se creó en soporte del álbum "Threatcon Delta" del vocalista ex-Anthrax Neil Turbin.

## Discografía
- The Metal Beast (2015)

## Apariciones en DVD
| Año  | Información del DVD                                               | Canciones incluidas                             |
| ---- | ----------------------------------------------------------------- | ----------------------------------------------- |
| 2009 | Headbangers Open Air 2009 - Sello: Hellion Records - Formato: DVD | Metal Thrashing Mad, Soldiers Of Metal, Gung Ho |

## Alineación
- Neil Turbin - Voz
- Jonas Hornqvist - Guitarra
- Howie Simon - Guitarra
- Matt Thompson - Batería